# Solo quiero caminar
Solo quiero caminar è il sedicesimo album di Paco de Lucía, pubblicato nel 1981.

## Tracce
1. Solo quiero caminar – 6:16
2. La Tumbona – 4:19
3. Convite – 3:55
4. Montiño – 4:02
5. Chanela – 3:56
6. Monasterio de sal – 4:52
7. Piñonate – 4:44
8. Palenque – 4:51